# Драган Никитовић
Драгољуб Никитовић – Драган (Сесалац, 1930 — Београд, 1997) био је српски спортски коментатор, новинар и уредник спортске редакције Радио телевизије Београд (данас РТС).
Био је коментатор током уживог ТВ преноса финала КЕШ 1966. између Партизана и Реал Мадрида на тадашњој Југословенској радио-телевизији (ЈРТ-у). Радијски коментатор те утакмице је био Радивоје Марковић.

## Одликовања
- Орден заслуга за народ са сребрним зрацима, (СФР Југославија).
- Орден Републике са бронзаним венцем, (СФР Југославија).